# Manuel Pradal
Manuel Pradal (Aubenas, 1964. március 22. – Párizs, 2017. május 13.) francia filmrendező, forgatókönyvíró.

## Filmjei
Minden filmjénél rendező és forgatókönyvíró is.
- Canti (1991)
- Marie from the Bay of Angels (1997)
- Ginostra (2002)
- A Crime (2006)
- The Blonde with Bare Breasts (2010)
- Tom le cancre (2012)
- Benoît Brisefer: Les Taxis rouges (2014)
- La petite inconnue (2016)